# Oligaeschna
Ne doit pas être confondu avec Oligoaeschna.
Genre
Oligaeschna est un genre fossile de libellules de la sous-famille des Aeshninae (famille des Aeshnidae).

## Classification
Le genre est décrit conjointement en 1939 par les deux paléontologues français Louis Émile Piton (1909-1945) et Nicolas Théobald (1903-1981). Son espèce type est †Oligaeschna jungi Piton & Théobald, 1939.

## Espèces fossiles
Selon Paleobiology Database, en 2023, les espèces référencées étaient au nombre de dix :
- †Oligaeschna ashutasica Martynov, 1929 avec deux synonymes Basiaeschna ashutasica, Oplonaeschna ashutasica.
- †Oligaeschna bulgariensis Nel et al., 2016
- †Oligaeschna jungi Piton & Théobald, 1939 - espèce type
- †Oligaeschna kvaceki Prokop (d) & Nel, 2007
- †Oligaeschna lapidaria Cockerell & Counts, 1913 avec un synonyme, Oplonaeschna lapidaria
- †Oligaeschna palaeocoerulea Timon-David (d), 1946
- †Oligaeschna saurai Peñalver (d) et al., 1996
- †Oligaeschna separata Scudder, 1890 avec quatre synonymes, Aeschna separata, Aeshna (Basiaeschna) separata, Hoplonaeschna separata et Oplonaeschna separata
- †Oligaeschna sinica Huang (d) et al. 2022
- †Oligaeschna wedmanni Nel & Fleck (d), 2014

## Répartition géographique
Les fossiles ont été retrouvés sur trois continents Europe, Asie et Amérique.

### Publication originale
- Piton et Théobald, en 1939. « Poissons, crustacés et insectes fossiles de l'Oligocène du Puy-de-Mur (Auvergne) ». Mémoires de la Société des Sciences du Nancy, vol. 4, p. 77-123.